# 千里達及托巴哥簽證政策

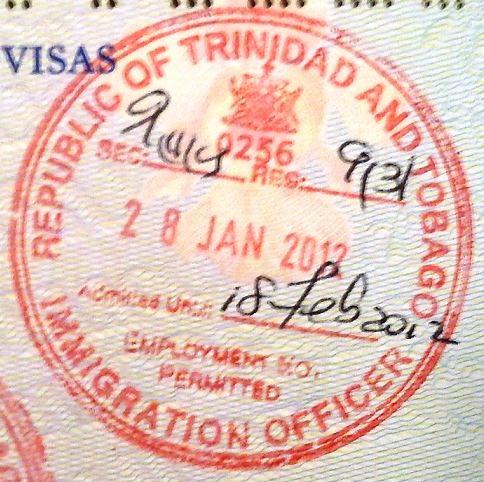
千里達及托巴哥入境章

外國公民入境 千里達及托巴哥必須獲得签证，除享有免簽證資格的國家的公民外。
千里達及托巴哥於2015年5月28日與歐盟簽署了互免簽證協議，該協議已於2015年12月15日獲得批准。該協議允許所有申根協議締約國的公民在每180天內無需簽證停留最長90天。

## 分布地圖

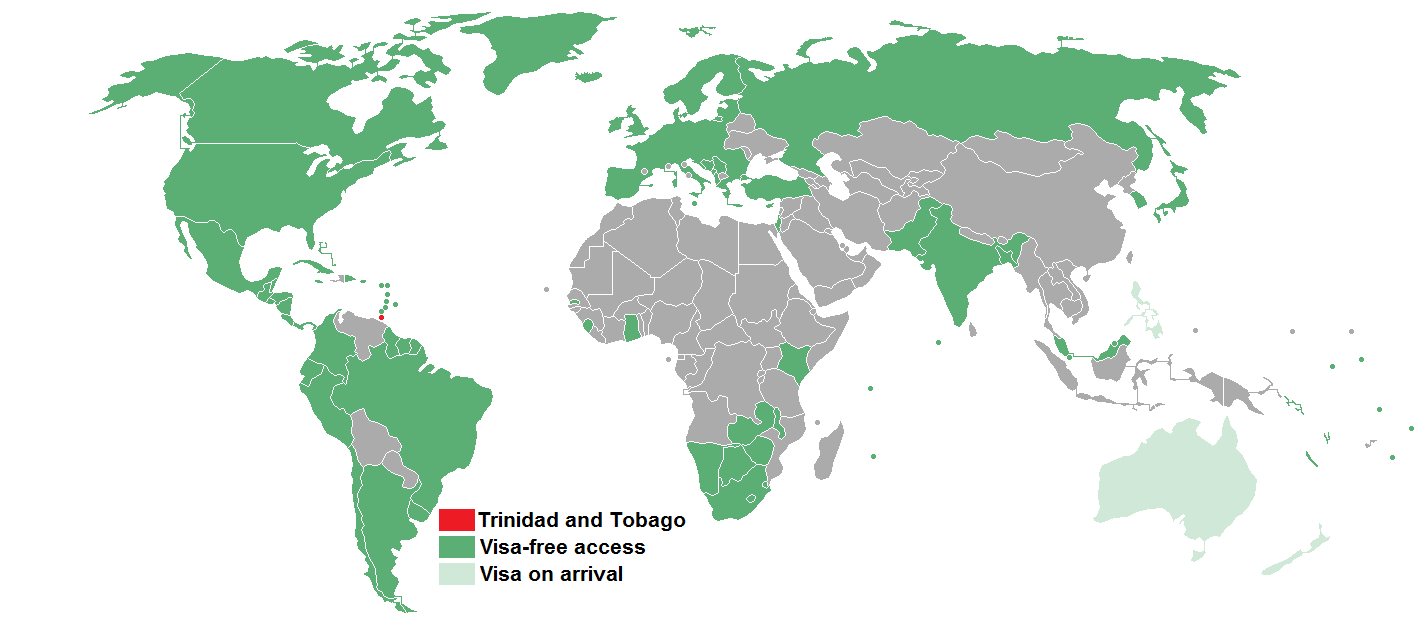
千里達及托巴哥簽證政策

## 簽證政策
以下100個國家/地區的護照持有人無需簽證即可訪問千里達及托巴哥：
| - 歐盟公民（每180天可停留90天，英國和愛爾蘭除外） \| - 阿尔巴尼亚（30天） - 安地卡及巴布達 - 阿根廷（90天） - 巴哈马 - （30天） - 巴西（90天） - 加拿大 - 智利（90天） - 哥伦比亚（90天） - （90天） - 古巴（90天） - 多米尼克 - （90天） - （90天） - 薩爾瓦多（90天） - 格瑞那達 - （90天） - （90天） - 香港 - 印度（90天） - 以色列（90天） - 牙买加 - 日本（90天） - 基里巴斯 \| - 賴索托 - 马拉维 - 马来西亚 - 馬爾地夫 - 模里西斯 - 墨西哥（90天） - 蒙特內哥羅（30天） - 纳米比亚 - 瑙鲁 - 尼加拉瓜（90天） - 巴基斯坦 - 巴拿马（90天） - 秘魯（90天） - 俄羅斯（90天） - 圣基茨和尼维斯 - 圣卢西亚 - 萨摩亚 - 塞爾維亞（30天） - 塞舌尔 - 新加坡 - 所罗门群岛 - 南非（90天） - （90天） - 苏里南 - 土耳其（90天） - 美国（90天） - 乌拉圭（90天） - 尚比亞 - 辛巴威 \| \| | |  |
| - 阿尔巴尼亚（30天） - 安地卡及巴布達 - 阿根廷（90天） - 巴哈马 - （30天） - 巴西（90天） - 加拿大 - 智利（90天） - 哥伦比亚（90天） - （90天） - 古巴（90天） - 多米尼克 - （90天） - （90天） - 薩爾瓦多（90天） - 格瑞那達 - （90天） - （90天） - 香港 - 印度（90天） - 以色列（90天） - 牙买加 - 日本（90天） - 基里巴斯 | - 賴索托 - 马拉维 - 马来西亚 - 馬爾地夫 - 模里西斯 - 墨西哥（90天） - 蒙特內哥羅（30天） - 纳米比亚 - 瑙鲁 - 尼加拉瓜（90天） - 巴基斯坦 - 巴拿马（90天） - 秘魯（90天） - 俄羅斯（90天） - 圣基茨和尼维斯 - 圣卢西亚 - 萨摩亚 - 塞爾維亞（30天） - 塞舌尔 - 新加坡 - 所罗门群岛 - 南非（90天） - （90天） - 苏里南 - 土耳其（90天） - 美国（90天） - 乌拉圭（90天） - 尚比亞 - 辛巴威 |  |

| 變更                                                                              |
| --------------------------------------------------------------------------------- |
| - 2007年10月1日：古巴 - 2010年12月：印度和俄羅斯 取消： - 2019年6月17日：委內瑞拉 |

澳大利亞，新西蘭和菲律賓公民可在抵達時獲得“簽證豁免”，費用為400特立尼达和多巴哥元。 除朝鮮，北馬其頓或越南，以及中國和海地的普通護照持有人，其他需要簽證的國家/地區的公民，如果預先獲得入境事務處的批准，也可在抵達時獲得“簽證豁免”。
阿根廷，巴西，哥倫比亞，哥斯達黎加，冰島，以色列，列支敦士登，墨西哥，挪威，韓國，瑞士，烏拉圭和委內瑞拉的公民可以延長逗留期限。
中國和海地的外交、公務、公務普通護照持有人不需要申請簽證。

## 遊客統計
大多數遊客來自以下國家：
| 國家     | 2016    | 2015    | 2014    |
| -------- | ------- | ------- | ------- |
| 美国     | 174,594 | 182,106 | 161,557 |
| 加拿大   | 50,103  | 53,191  | 55,088  |
| 英国     | 32,528  | 36,298  | 37,013  |
|          | 23,446  | 24,332  | 23,125  |
| 委內瑞拉 | 20,023  | 28,105  | 21,052  |
|          | 12,128  | 12,613  | 11,643  |
| 牙买加   | 11,617  | 12,974  | 11,951  |
| 格瑞那達 | 7,279   | 7,537   | 6,928   |
|          | 7,051   | 6,886   | 6,655   |
| 圣卢西亚 | 4,925   | 4,836   | 4,436   |
| 德国     | 4,275   | 4,431   | 5,154   |
| 法國     | 3,899   | 4,298   | 4,615   |
| 印度     | 3,879   | 3,572   | 3,291   |
| 合計     | 409,995 | 439,767 | 412,796 |